# Алтинтобинський сільський округ
Алтинто́бинський сільський округ (каз. Алтынтөбе ауылдық округі, рос. Алтынтобинский сельский округ) — адміністративна одиниця у складі Казигуртського району Туркестанської області Казахстану. Адміністративний центр — село Алтинтобе.
Населення — 7544 особи (2021; 7311 у 2009, 6883 у 1999, 6102 у 1989).
Станом на 1989 рік існувала Алтинтобинська сільська рада (села Аккум, Алтинтобе, Каражан, Косагаш, селища Карабау, Лісхоз). Село Кириккиз ліквідовано 2023 року.

## Склад
До складу округу входять такі населені пункти:
| Населений пункт | Колишні назви | Населення, осіб (1989) | Населення, осіб (1999) | Населення, осіб (2009) | Населення, осіб (2021) |
| --------------- | ------------- | ---------------------- | ---------------------- | ---------------------- | ---------------------- |
| Аккум, село     | -             | 236                    | 300                    | 365                    | 358                    |
| Алтинтобе, село | -             | 836                    | 937                    | 1194                   | 1264                   |
| Карабау, село   | -             | 37                     | 264                    | 63                     | 49                     |
| Каржан, село    | Каражан       | 4139                   | 4224                   | 4454                   | 4480                   |
| --Ащикора       | -             | -                      | -                      | -                      | 6                      |
| --Сарайилкораси | -             | -                      | -                      | -                      | 7                      |
| --Таженкораси   | -             | -                      | -                      | -                      | 8                      |
| Кириккиз, село  | Лісхоз        | 23                     | 43                     | 1                      | 18                     |
| Косагаш, село   | -             | 831                    | 1115                   | 1234                   | 1354                   |